# SN 2006bc
SN 2006bc – supernowa typu II-P odkryta 24 marca 2006 roku w galaktyce NGC 2397. W momencie odkrycia miała maksymalną jasność 16,00m.